# جبل شراحيل (تونس)
جبل شَرَاحِيل جبل يقع جنوب ولاية القيروان من الوسط التونسي، جنوب غرب مدينة نصر الله. يبلغ ارتفاعه 644 م.